# Boulogne Sur Mer
Boulogne Sur Mer je město v Argentině. Nachází se v okrese Partido de San Isidro v provincii Buenos Aires, v metropolitní oblasti a aglomeraci Gran Buenos Aires, severozápadně od vlastního Buenos Aires. V roce 2001 zde žilo 73 496 obyvatel. Jedná se převážně o rezidenční oblast. Boulogne Sur Mer na severu sousedí s okresem Partido de San Fernando, na západě s okresy Partido de Tigre a Partido de General San Martín, na jihu s Villou Adelinou a na východě se San Isidrem a Beccarem.
Oblast pozdějšího Boulogne Sur Mer měla až do počátku 20. století zemědělský charakter. Zástavba zde začala vyrůstat díky otevření železniční trati roku 1912. V roce 1964 se Boulogne Sur Mer stalo městem, pojmenováno bylo podle francouzského města Boulogne-sur-Mer, kde v roce 1850 zemřel generál José de San Martín.

## Galerie

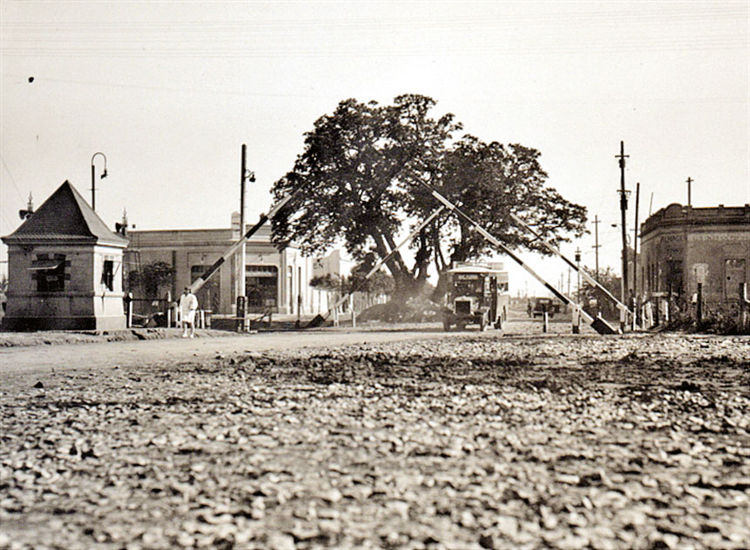
Boulogne Sur Mer v roce 1930
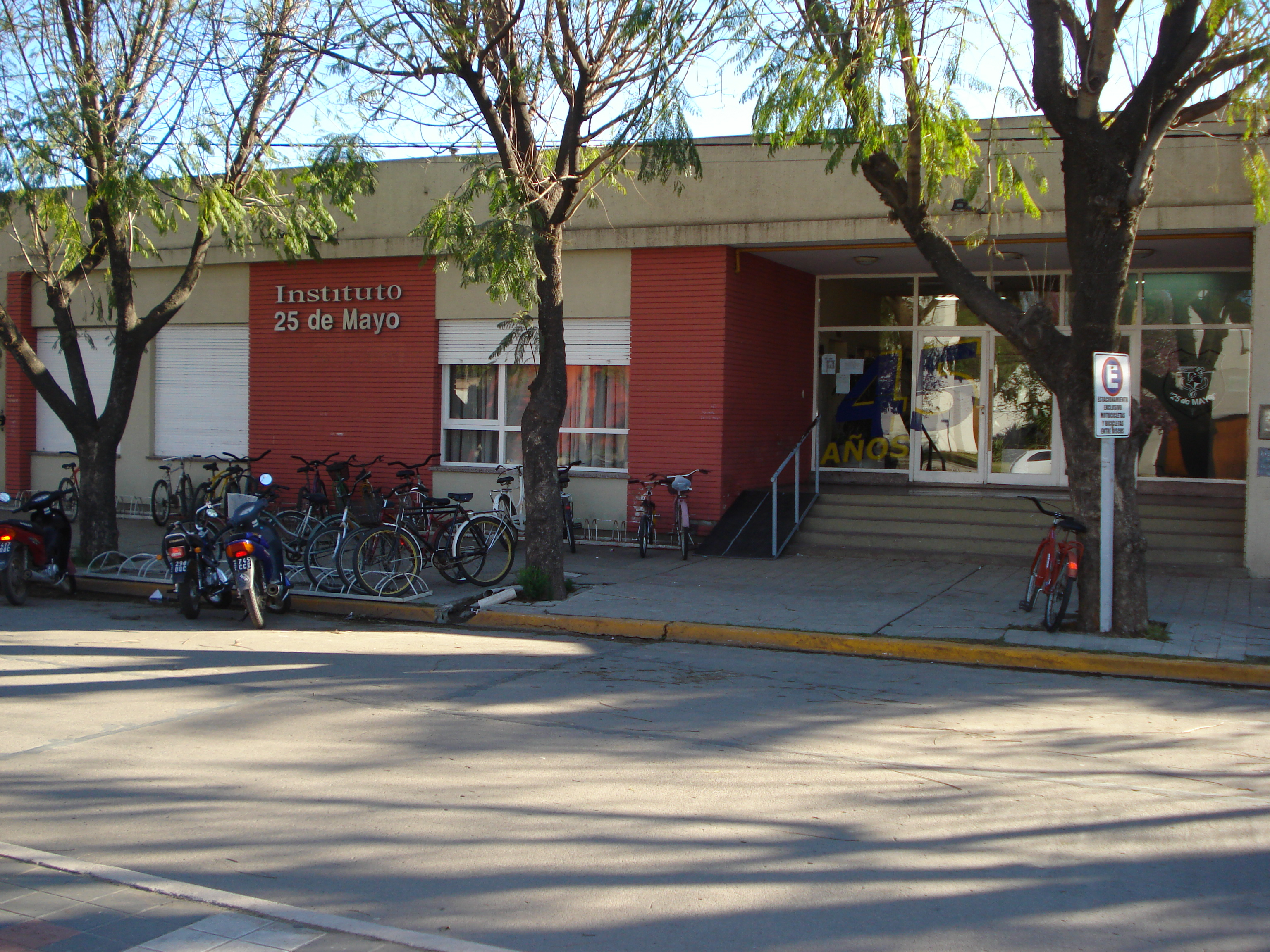
Vzdělávací Institut 25. května v Boulogne Sur Mer
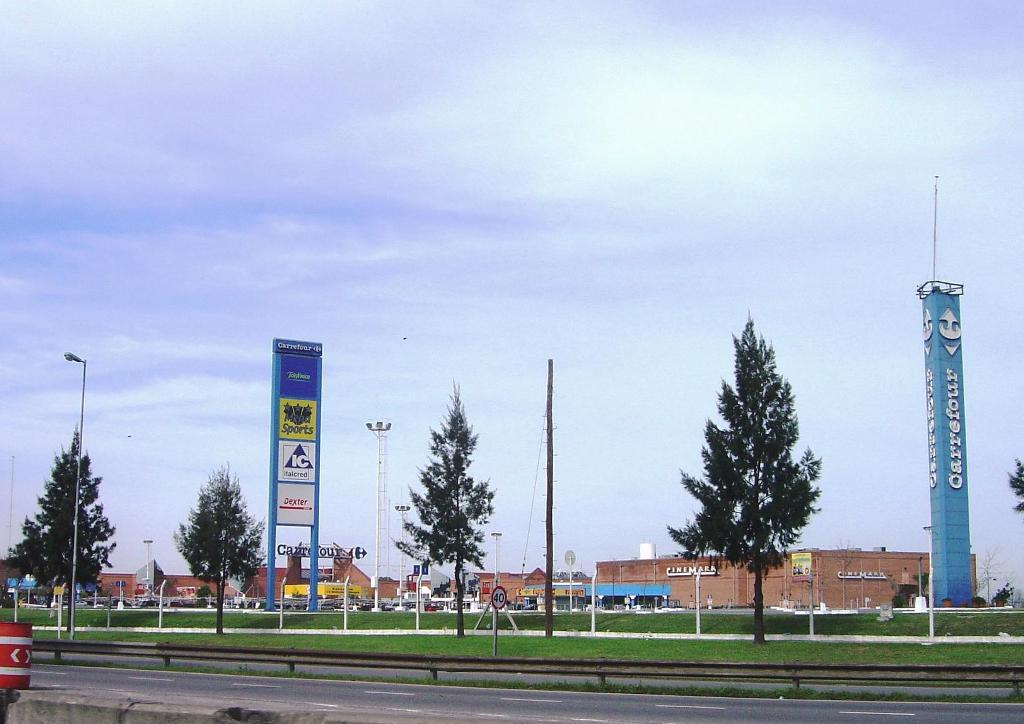
Nákupní centrum Soleil Factory v Boulogne Sur Mer